# 더 히스토리 오브 사운드
"더 히스토리 오브 사운드"(영어: The History of Sound)는 2025년 개봉 예정인 역사 로맨틱 드라마 영화이다. 올리버 헤르마누스가 감독과 공동각본을 맡았으며, 동명 단편 소설이 영화의 원작이다. 제78회(2025년) 칸 영화제 황금종려상 경쟁후보작이다.